# Endotrichum flexipes
Endotrichum flexipes là một loài rêu trong họ Pterobryaceae. Loài này được (Mitt.) A. Jaeger mô tả khoa học đầu tiên năm 1877.